# Murs de Notsé
Les murs de Notsé, ou l'Agbogbo et l'Agbogbovi, sont une enceinte sacrée érigée à Notsé, entre le XVIe et le XVIIe siècle. Les murs délimitent deux espaces différents, l'un qui se nomme « Agbogbo », et l'autre qui se nomme « Agbogbovi ». Associés à la figure d'Agokoli, souverain de la cité-état, ils acquièrent une importance majeure en Afrique de l'Ouest, puisque le refus de participer à leur construction aurait provoqué l'exode des Éwés de Notsé, considéré par les Éwés comme étant l'origine de leur peuple. S'ils ne sont jamais achevés, dans la mesure où le chantier entrepris sous Agokoli aurait provoqué la ruine de la cité, les murs subsistent en partie au début du XXIe siècle.

## Histoire

### Contexte
Les ancêtres des Éwés auraient été un peuple déjà présent dans la région du Togo et du Ghana au XIIIe siècle. Cependant, il est difficile de tracer leur trajet et leur évolution avant leur installation à Notsé, où ils fondent une ville et un royaume prospère au cours du XVe siècle. Selon les traditions orales survivantes, ils auraient été guidés sur le site de Notsé par le chasseur Afotsè, aussi appelé Ndétsi, ou alors sous la direction d'un ancêtre nommé Noin ou Da. Là, ils se seraient agrégés aux populations déjà présentes sur le lieu et auraient fondé la cité. Bien qu'elle soit prospère et acueille le sanctuaire régional du dieu Mawu, rapidement, des troubles politiques éclatent entre les classes dirigeantes de la cité, ce qui affaiblit le roi-prêtre. Au XVIIe siècle, l'un de ces rois, Agokoli, prend le pouvoir après la mort de son père, Ago. Il semble que ce roi tente de sortir du cadre restreint de ses attributions, il purge ses conseillers et les remplace par ses soutiens.

### Construction et exode
Dans ce contexte, il entreprend la construction des murs de Notsé, devant constituer une enceinte sacrée de proportions monumentales pour l'époque. Les murs s'appellent, ou délimitent deux espaces différents, appelés « Agbogbovi », pour le plus ancien, et « Agbogbo » pour le plus récent. Malgré les réticences religieuses d'un certain nombre de responsables, qui témoignent de l'hostilité au projet d'une part de la population, d'autant que cette construction doit être entreprise nécessairement dans des conditions difficiles dues à la taille du projet, Agokoli aurait persisté dans son souhait et ses projets. Ce mur d'enceinte, retrouvé par les archéologues, n'est pas un mur de fortifications mais plutôt une enceinte religieuse et symbolique. Cette enceinte est réinterprétée dans certains récits traditionnels comme ayant été faite de « sang humain et d'argile ».
Agokoli est un personnage très négatif au sein du peuple Éwé, bien que cette présentation comme d'un roi exclusivement négatif et tyrannique soit possiblement une reconstruction mémorielle postérieure. L'érection de ce mur provoque l'exode des Éwés de Notsé et le chantier n'est jamais achevé,.

## Description
Les murs s'étendent sur un peu plus de 14 kilomètres et font deux mètres de largeur,. Des travaux de restauration ont été entrepris en 2017 sur les portions subsistantes de l'édifice.

## Postérité
Une cérémonie importante du peuple Ewé, appelée « Agbogbo-Za », se déroule chaque année à Notsé,. Elle rejoue l'exil originel du peuple et son franchissement de l'enceinte sacrée.